# Starrcade 1995
Starrcade 1995 – World Cup of Wrestling var en pay-per-view inden for wrestling, der blev afholdt af WCW, og vist 27. december 1997. Den foregik i Nashville, USA.

## Vigtigste kampe
- World Cup of Wrestling: WCW besejrede New Japan Pro Wrestling med 4-3 samlet
  - Bl.a. Sting, Randy Savage og Lex Luger var med til at hive sejren i land for WCW mod den japanske wrestlingorganisation.
- Triangle Match: Ric Flair besejrede Sting og Lex Luger
  - I en kamp om at få en titelkamp senere på aftenen, bliver det noget overraskende Ric Flair, der trækker sig sejrrigt ud. Sting og Lex Luger tæver på skift den 11-dobbelte verdensmester, men Ric Flair er snu og får på et tidspunkt de to tagteam-makkere til at gå imod hinanden. Sting og Lex Luger er omtrent lige stærke og får sig selv slået omkuld uden for ringen og bliver talt ud. Ric Flair står som den eneste tilbage i ringen og får en titelkamp.
- WCW World Heavyweight Title: Ric Flair besejrede Randy Savage
  - Efter meget tumult og involvering fra The Four Horsemen og Jimmy Hart, får Ric Flair meget uretfærdigt sin 12. VM-titel ved at besejre Randy Savage.